# 向山洋一
向山 洋一（むこうやま よういち、1943年9月15日 - ）は、日本の教育者。「モンスターペアレント」という言葉を造語した。

## 略歴
1943年9月、東京都品川区に生まれる。
1959年に東京都立小山台高等学校に入学、1年生の秋に生徒会長に選出される。1964年に東京学芸大学初等教育学部に進学。
1968年、新卒で東京都大田区立大森第四小学校教諭に赴任。以後、1975年に大田区立調布大塚小学校、1986年に大田区立雪谷小学校、1995年に大田区立池雪小学校、1999年に大田区立多摩川小学校に赴任、2000年に教諭を退職。
1979年、最初の著書『斎藤喜博を追って: 向山教室の授業実践記』（昌平社）を出版。1980年、東京都教育研究員に就任。1981年、NHK「クイズ面白ゼミナール」教科書問題作成委員、「進研ゼミ小学講座」開発責任者となる。
1984年、「教育技術の法則化運動」を立ち上げる。1986年、雑誌『教育ツーウェイ』（明治図書出版）を創刊し編集長となる。2001年に「法則化運動」を解散、代わって「TOSS」（Teachers' Organization of Skill Sharing）を創設、代表となる。2021年にTOSS代表を谷和樹に譲り、最高顧問となる。
2022年、日本教育技術学会が「向山洋一教育賞」を創設。

## 主な著書
- 『跳び箱は誰でも跳ばせられる』明治図書出版、1982年
- 『授業の腕をあげる法則』明治図書出版、1985年
- 『教師修業十年』明治図書出版、1986年
- 『国語の授業が楽しくなる』明治図書出版、1986年
- 『「分析批評」で授業を変える』明治図書出版、1989年
- 『いじめの構造を破壊せよ』明治図書出版、1991年
- 『EMサイクル図の授業 新潟中条小で』（編著） 明治図書出版、1996年
- 『学級崩壊からの生還』（編著） 扶桑社、1999年
- 『学校の失敗』扶桑社、1999年

### 著作集
- 『教え方のプロ・向山洋一全集』全100巻 明治図書出版、1999年 - 2012年
- 『新書版 向山洋一全集』全15巻 東京教育技術研究所、2018年 - 2019年